# Pablo Rada
Pablo Rada Ustárroz (Caparroso, Navarra, 30 de junio de 1901 - Los Molinos, Madrid, 18 de mayo de 1969) fue un político y militar español célebre por su participación como cabo mecánico en el vuelo del «Plus Ultra».

## Biografía

### Familia
Hijo del carpintero local Juan de Dios Rada, del que aprendió el oficio. 

### Formación y primeros trabajos
Aprendió el oficio de carpintero con su padre y desde joven trabajó en diversos talleres de su pueblo natal y de Pamplona, así como reparando maquinaria agrícola por los pueblos de la zona de forma ambulante. Cuando tenía diecinueve años ingresó en la fábrica azucarera de Marcilla, cercana a Caparroso, donde se distinguió por su actividad revolucionaria de carácter comunista o radical socialista, llegando a estar detenido en noviembre de 1920 por su participación en la huelga de las azucareras de valle del Ebro.
Despedido de la fábrica, se formó como perito mecánico en la Institución Cervera de Valencia, un centro de formación por correspondencia especializado en oficios técnicos. Hasta 1924 trabajó en una compañía de transporte marítimo con sede en Las Palmas.

### Servicio militar
Aunque por edad le correspondía realizar el servicio militar en 1923, no fue llamado a filas hasta el año siguiente por tener un hermano sirviendo en África y ser huérfano. Fue destinado como mecánico ajustador al Undécimo Regimiento de Artillería Ligera de guarnición en Burgos.

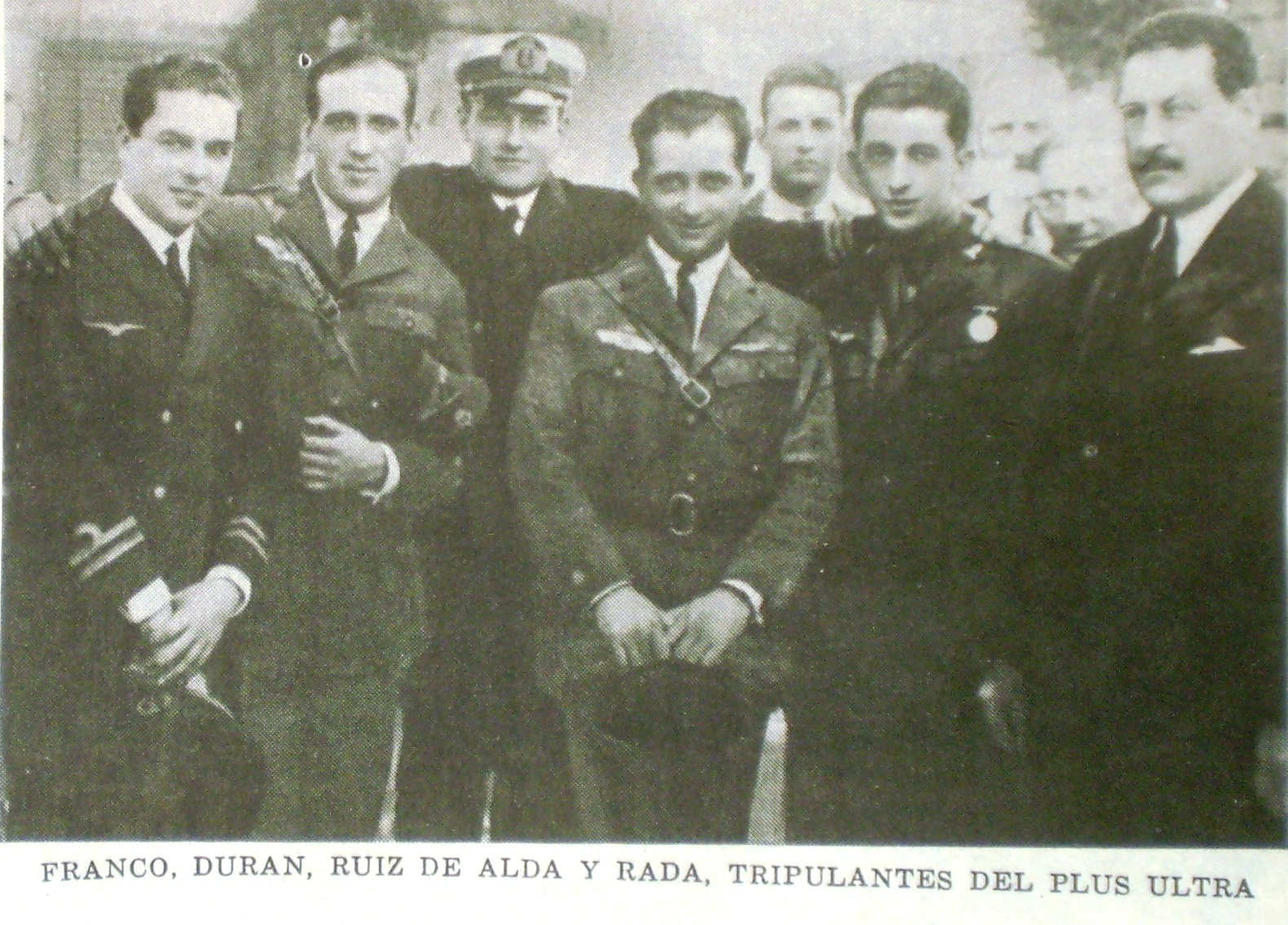
Tripulación del «Plus Ultra». Pablo Rada aparece en el centro del grupo.

### Mecánico de aviación
Estando cumpliendo este destino opositó y obtuvo una plaza de mecánico de Aviación en Getafe.

### Actividad política

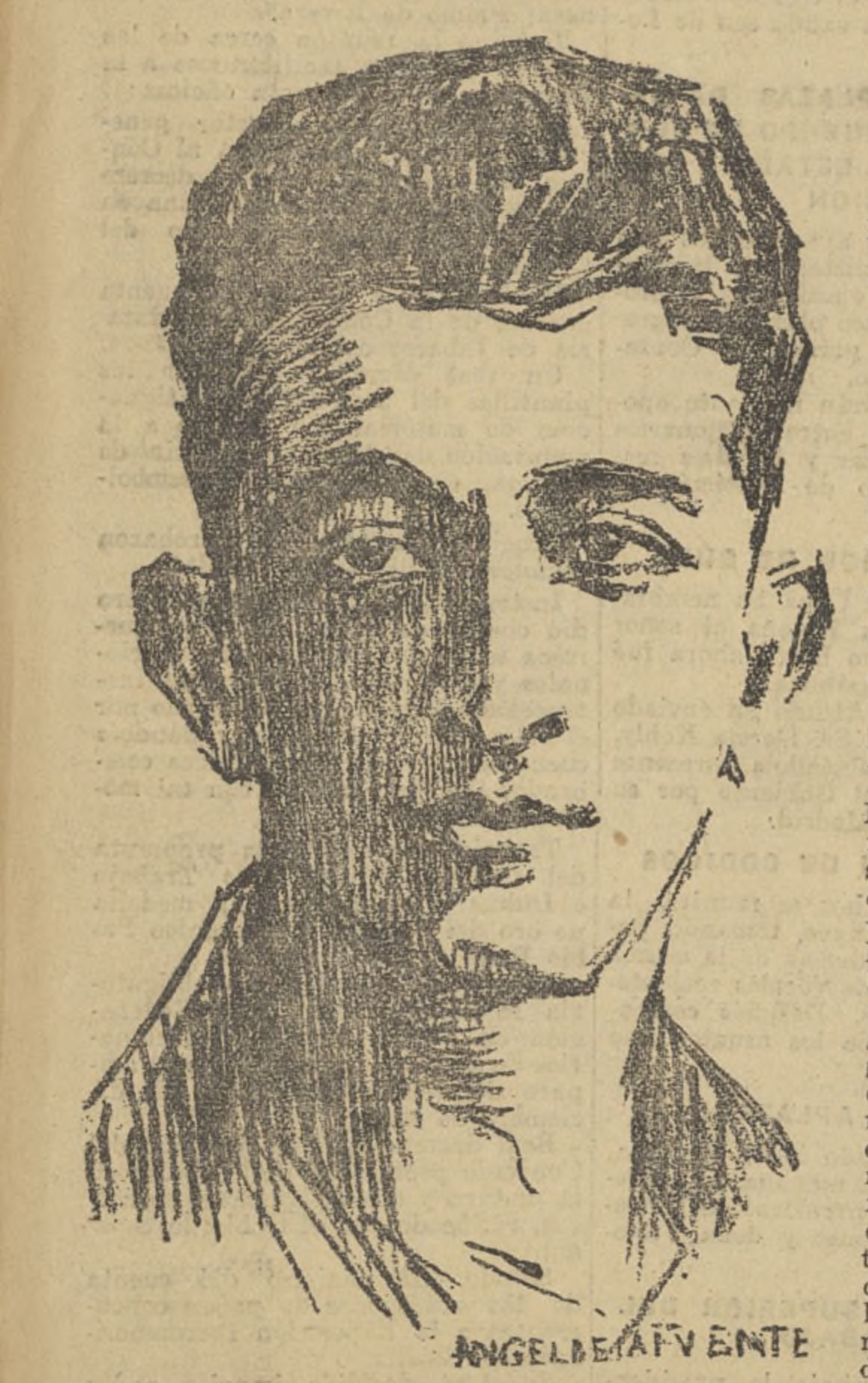
Retrato de Rada publicado en el diario El Liberal

A finales de 1930, Ramón Franco y Rada se posicionaron públicamente contra la “dictablanda” de Dámaso Berenguer. El primero, influido decisivamente en sus ideas políticas por el navarro, fue encarcelado. El 24 de noviembre de ese año, Rada, ayudado de sus propios hermanos, Tomás y Saturnino, además del suegro y un cuñado de Franco, ayudaron a escapar de la cárcel a Ramón. Al mes siguiente estaban todos comprometidos en la conspiración republicana de Cuatro Vientos. Precisamente Rada acompañó a Franco en el vuelo que realizó para bombardear el Palacio Real, que no se llevó a cabo. El día 15 de diciembre huyen todos a Portugal. Gracias a 2000 pesetas que envió Francisco Franco a Ramón salieron el 26 de diciembre y llegaron a Amberes utilizando pasaportes uruguayos, nacionalidad obtenida gracias a su vuelo con el «Plus Ultra». Desde este instante ambos amigos contactarán con la oposición española en Francia y Bélgica, especialmente con Francesc Macià y los anarcosindicalistas. En 1931, proclamada la República, regresan a España para tomar parte activa en la vida política del momento.

#### Complot de Tablada
Participó junto a Blas Infante, Ramón Franco, Antonio Rexach y Pedro Vallina en la candidatura republicana federal revolucionaria andaluza que se presentó en las elecciones constituyentes de 1931 por Sevilla.

### Final
Durante la guerra civil, se mantuvo vinculado y leal al gobierno de la República. Durante bastante tiempo residió en Francia desde donde realizó varias misiones. Al acabar el conflicto emigró con sus hermanos a Colombia, primero, y a Venezuela, después. En 1969, tras treinta años de exilio mostró su deseo de volver a España, a donde llegó, con el beneplácito de Francisco Franco, el 17 de febrero e ingresó en el sanatorio de la Armada de Los Molinos (Madrid). Falleció el 18 de mayo de 1969 a causa de un colapso cardiaco, debido al agravamiento de la enfermedad que padecía.
Sus restos fueron sepultados en el panteón que la Armada tiene en el cementerio de Los Molinos, tras unas sencillas honras fúnebres, celebradas en la capilla del sanatorio, a las que asistieron además de su hermano Tomás y sus hijos Pablo y María Delia, acompañados por sus respectivas parejas, el coronel médico del sanatorio en representación de la Armada y un capitán de Aviación representando al Ejército del Aire.

## Matrimonio, divorcio e hijos
Tras el Vuelo del «Plus Ultra», contrajo matrimonio en el santuario del Corazón de María, de Madrid, con María Luqui Lapuerta el 27 de diciembre de 1926, interviniendo como uno de los padrinos Ramón Franco. Del matrimonio hubo dos hijos: Pablo y María Delia, que quedaron bajo custodia materna tras la demanda de divorcio presentada por María en 1932 en cuya sentencia Pablo Rada fue declarado en rebeldía.

## Distinciones
- Dos medallas conseguidas en África por méritos de guerra,
- Cruz de Calatrava,
- Medalla Aérea,
- Cruz Militar de La Habana,
- Cruz al Mérito Naval y
- Medalla de Oro del Trabajo.
- Hijo adoptivo de Pamplona, por nombramiento del 8 e abril de 1926.
- En Caparroso le organizaron festejos populares, se puso su nombre a una calle y se abrió una suscripción popular para la compra de la casa natal. Fueron varias las jotas compuestas con la ocasión siendo quizás la más popular esta:

“Franco llevaba el volante,
Ruiz de Alda lo guiaba
y al compás de los motores
Rada la jota cantaba.”

También en las localidades de Huelva, Burgos, Las Palmas de Gran Canaria y Palos de la Frontera se han nombrado calles como «Pablo Rada» en memoria del aviador. En Madrid existe una calle llamada «Mecánico Rada» en su honor.
En 2001 se le rindió un homenaje en su localidad natal, Caparroso, inaugurando un monumento erigido en su honor en un paseo de nuevo trazado al que se le puso el nombre «Pablo Rada».